# Khỉ mốc
Khỉ mốc (danh pháp hai phần: Macaca assamensis) là loài khỉ sống ở khu vực rộng từ Nam Á đến Đông Nam Á, bao gồm Ấn Độ, Bangladesh, Bhutan, Nepal, Việt Nam, Thái Lan và miền nam Trung Quốc. Khỉ mốc là loài kiếm ăn ban ngày. Chúng sống tại các khu rừng núi đá và rừng lá bán rụng.
Tại một số khu vực, khỉ mốc bị đe dọa do môi trường sống bị phá hủy.
Khỉ mốc dài 50 cm đến 73 cm với đuôi dài 19 cm đến 38 cm. Con đực nặng 10 kg đến 14,5 kg, con cái nặng 8 kg đến 12 kg.
Thức ăn của khỉ mốc là trái cây, lá, ngũ cốc và một số động vật không xương sống.
Có hai phân loài đã được công nhận:
- Khỉ mốc miền đông, Macaca assamensis assamensis
- Khỉ mốc miền tây, Macaca assamensis pelops

## Hình ảnh

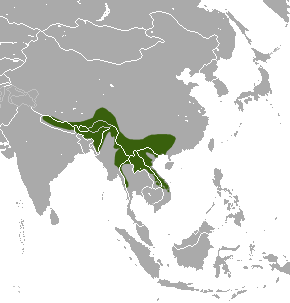
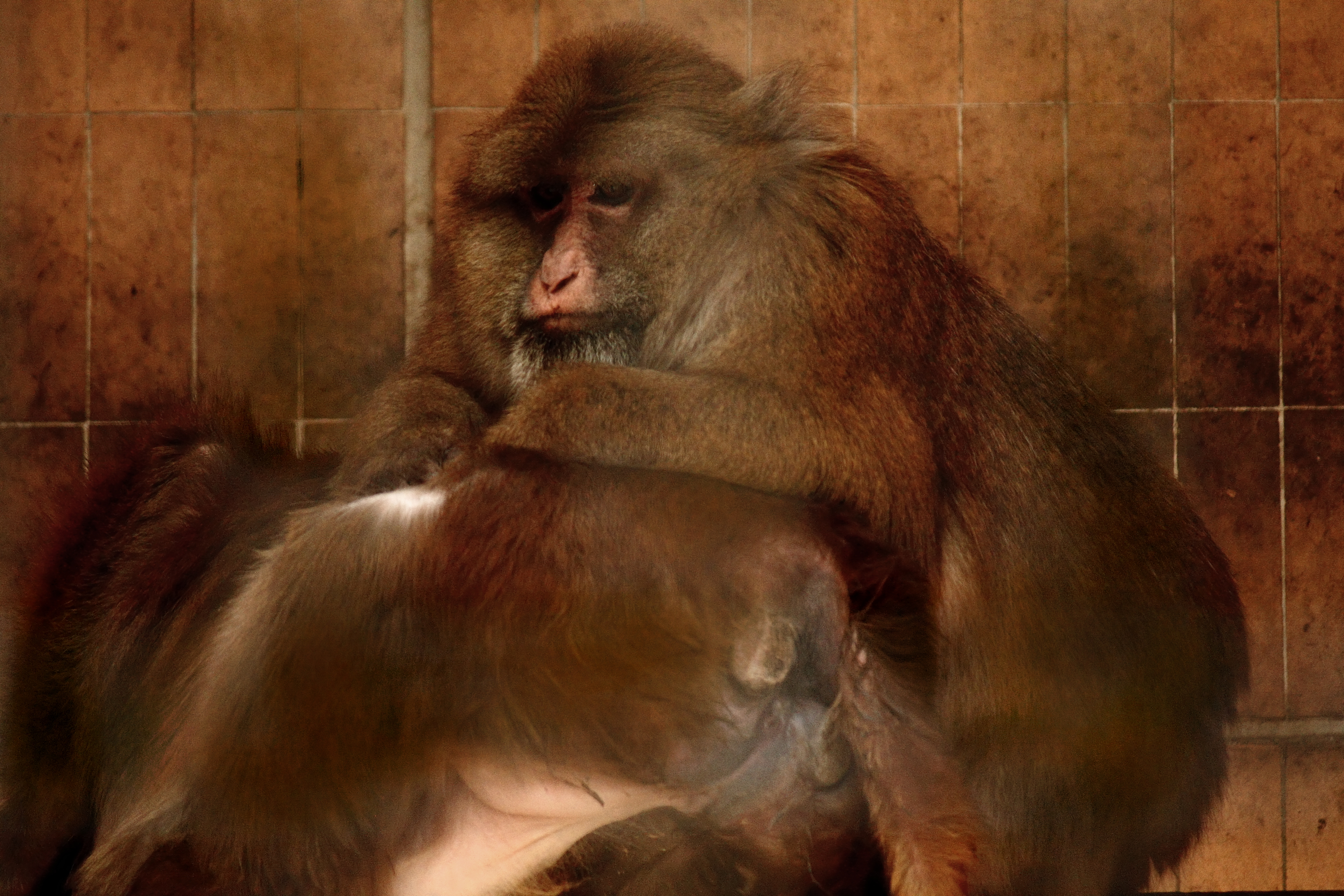
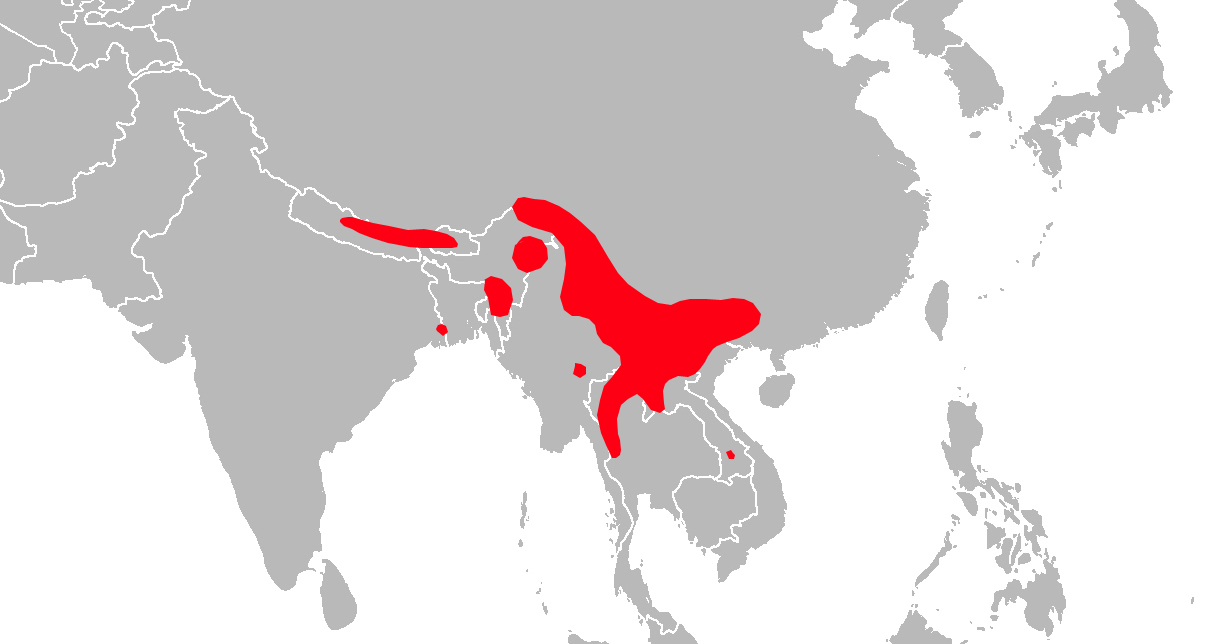
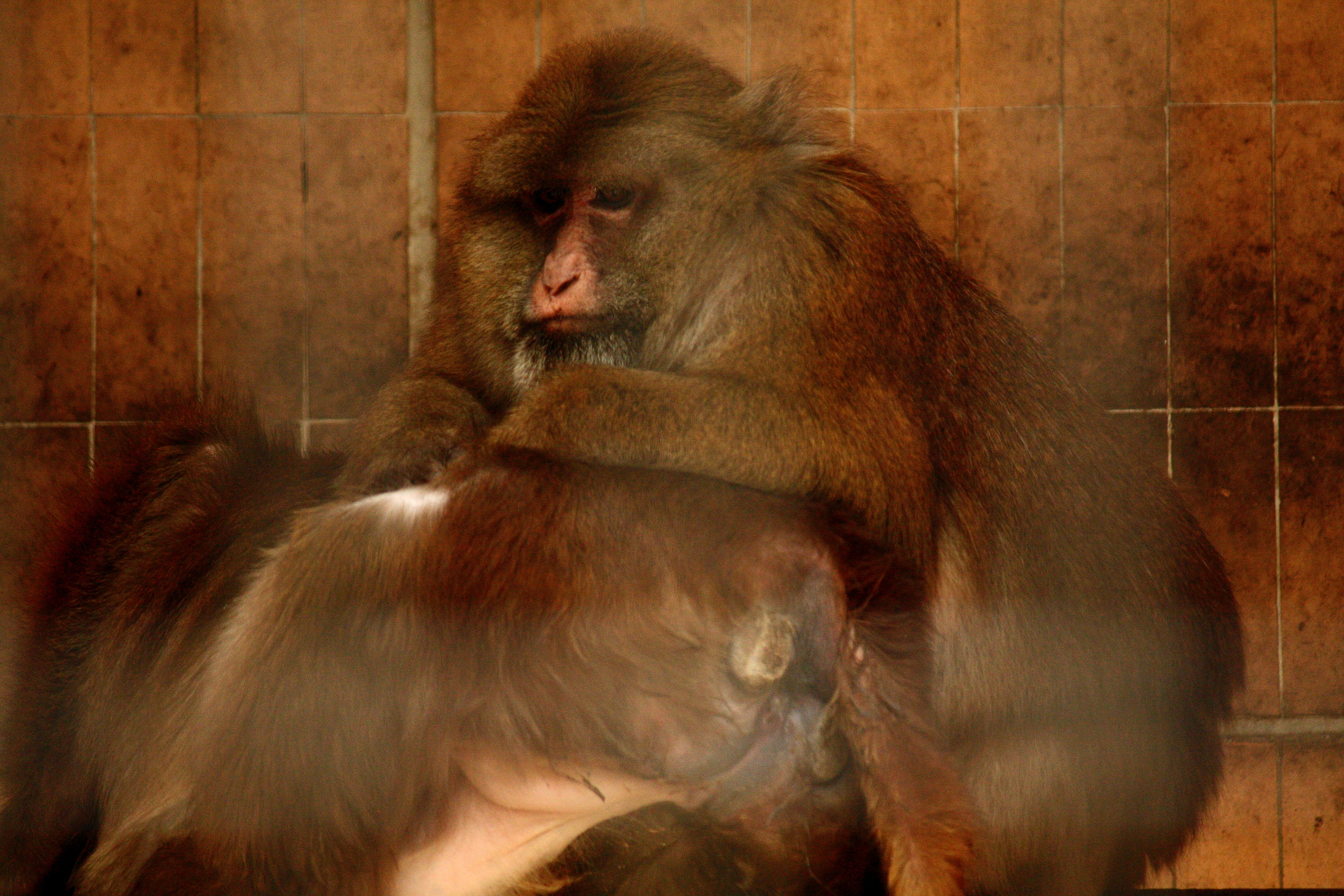